# Cardiophorus guayote
Cardiophorus guayote là một loài bọ cánh cứng trong họ Elateridae. Loài này được Wurst & Cate miêu tả khoa học năm 1994.